# Белен Суччі
Белен Суччі (ісп. Belén Succi, 16 жовтня 1985) — аргентинська хокеїстка на траві.
Срібна призерка Олімпійських Ігор 2020 року, бронзова призерка 2008 року, учасниця 2016 року.
Переможниця Панамериканських ігор 2007, 2019 років, срібна призерка 2011, 2015 років.
Переможниця Трофею чемпіонів 2008, 2009, 2010, 2012, 2014, 2016 років, срібна призерка 2007, 2011 років, бронзова призерка 2018 року.
Чемпіонка світу 2010 року, срібна призерка 2022 року, бронзова призерка 2014 року.
Переможниця Світової ліги 2014-15 років.
Переможниця Панамериканського кубка 2009, 2013,  2017, 2022 років.